# Устинівка (Малинська міська громада)
Усти́нівка — село в Україні, в Коростенському районі Житомирської області. Населення становить 206 осіб. Входить до складу Малинської міської громади.

## Історія
На 1897 рік в Устинівці мешкало 557 осіб (272 чоловіки та 285 жінок), з них православних — 460, римо-католиків — 73.
10 листопада 1921 р. під час Листопадового рейду через Устинівку проходила Волинська група (командувач — Юрій Тютюнник) Армії Української Народної Республіки.
У травні 1943 року Головна Команда УПА-Північ направила відділ УПА у тримісячний рейд по тимчасово окупованих Житомирської області і західної частини Київської області Української РСР. За час рейду відділ провів 15 успішних боїв з німецькими поліцейськими частинами та групами грабіжників. Цей відділ неподалік від с. Устинівка, Потіївского району, 25 липня розбив німецький військовий підрозділ, який було спеціально спрямоване на розгром цього спецвідділу УПА. З німецької сторони було понад сто вбитих, поранених і полонених.
Колищній орган місцевого самоврядування — Устинівська сільська рада.

## Населення

### Мова
Розподіл населення за рідною мовою за даними перепису 2001 року:
| Мова       | Кількість | Відсоток |
| ---------- | --------- | -------- |
| українська | 202       | 98.06%   |
| російська  | 4         | 1.94%    |
| Усього     | 206       | 100%     |

## Постаті
- Барановський Василь Володимирович (1967—2015) — старший лейтенант Збройних сил України, учасник російсько-української війни.